# Nomada mocsaryi
Nomada mocsaryi är en biart som beskrevs av Otto Schmiedeknecht 1882. Nomada mocsaryi ingår i släktet gökbin, och familjen långtungebin. Inga underarter finns listade i Catalogue of Life.